# Supercopa de España 2013
La Supercopa de España 2013 è stata la trentesima edizione della Supercoppa di Spagna.
Si è svolta nell'estate 2013 in gara di andata (21 agosto) e ritorno (28 agosto) tra il Barcellona, vincitore della Primera División 2012-2013, e l'Atletico Madrid, vincitore della Coppa del Re 2012-2013. Il vincitore del torneo è il Barcellona che dopo due pareggi (1-1 al Vicente Calderón e 0-0 al Camp Nou) si aggiudica il titolo in virtù dei gol segnati fuori casa. Per il secondo anno consecutivo il trofeo è stato vinto in questo modo.

## Partecipanti
| Squadre         | Qualificazione                             | Partecipazioni precedenti (il grassetto indica la vittoria)                                                     |
| --------------- | ------------------------------------------ | --- |
| Barcellona      | Vincitore della Primera División 2012-2013 | 18 (1983, 1985, 1988, 1990, 1991, 1992, 1993, 1994, 1996, 1997, 1998, 1999, 2005, 2006, 2009, 2010, 2011, 2012) |
| Atlético Madrid | Vincitore della Coppa del Re 2012-2013     | 4 (1985, 1991, 1992, 1996)                                                                                      |

## Tabellini

### Andata
| Arbitro: | Undiano Mallenco |

|           |           |            |
| Villa 12’ | Marcatori | 66’ Neymar |

| Atlético Madrid | Barcelona |

### Formazioni
| Atlético Madrid |    |                    |     |     |
|                 |    |                    |     |     |
| P               | 13 | Thibaut Courtois   |     |     |
| D               | 20 | Juanfran           | 36’ |     |
| D               | 2  | Diego Godín        |     |     |
| D               | 23 | Miranda            |     |     |
| D               | 3  | Filipe Luís        | 39’ |     |
| C               | 4  | Mario Suárez       | 56’ |     |
| C               | 14 | Gabi (c)           |     |     |
| C               | 6  | Koke               |     | 73’ |
| A               | 19 | Diego Costa        |     | 79’ |
| C               | 10 | Arda Turan         |     | 76’ |
| A               | 9  | David Villa        |     |     |
| Panchina:       |    |                    |     |     |
| P               | 1  | Daniel Aranzubía   |     |     |
| D               | 22 | Emiliano Insúa     |     |     |
| D               | 24 | Martín Demichelis  |     |     |
| C               | 5  | Tiago              |     |     |
| C               | 11 | Cristian Rodríguez |     | 79’ |
| C               | 27 | Óliver             |     | 73’ |
| A               | 21 | Léo Baptistão      |     | 76’ |
| Allenatore:     |    |                    |     |     |
| Diego Simeone   |    |                    |     |     |

| Barcellona      |    |                     |     |     |
|                 |    |                     |     |     |
| P               | 1  | Víctor Valdés       |     |     |
| D               | 22 | Daniel Alves        |     |     |
| D               | 3  | Gerard Piqué        |     |     |
| D               | 14 | Javier Mascherano   |     |     |
| D               | 18 | Jordi Alba          | 60’ |     |
| C               | 16 | Sergio Busquets     | 43’ |     |
| C               | 6  | Xavi (c)            |     | 89’ |
| C               | 8  | Andrés Iniesta      |     |     |
| C               | 9  | Alexis Sánchez      |     |     |
| C               | 7  | Pedro               |     | 59’ |
| A               | 10 | Lionel Messi        |     | 46’ |
| Panchina:       |    |                     |     |     |
| P               | 13 | José Manuel Pinto   |     |     |
| D               | 2  | Martín Montoya      |     |     |
| C               | 4  | Cesc Fàbregas       |     | 46’ |
| C               | 12 | Jonathan dos Santos |     |     |
| C               | 17 | Alexandre Song      |     | 89’ |
| A               | 11 | Neymar              | 86’ | 59’ |
| A               | 20 | Cristian Tello      |     |     |
| Allenatore:     |    |                     |     |     |
| Gerardo Martino |    |                     |     |     |

### Ritorno
| Barcellona 28 agosto 2013, ore 23:00 CEST Ritorno | Barcellona         | 0 – 0 referto | Atlético Madrid | Camp Nou (74 536 spett.)\| Arbitro: \| Fernández Borbalán \| |
| Arbitro:                                          | Fernández Borbalán |               |                 |                                                              |

| Barcelona | Atlético Madrid |

### Formazioni
| Barcellona      |    |                   |     |     |
|                 |    |                   |     |     |
| P               | 1  | Víctor Valdés     |     |     |
| D               | 22 | Daniel Alves      |     |     |
| D               | 3  | Gerard Piqué      |     |     |
| D               | 14 | Javier Mascherano |     |     |
| D               | 18 | Jordi Alba        |     |     |
| C               | 16 | Sergio Busquets   | 30’ |     |
| C               | 6  | Xavi (c)          |     |     |
| C               | 4  | Cesc Fàbregas     | 28’ | 73’ |
| A               | 9  | Alexis Sánchez    |     | 65’ |
| A               | 11 | Neymar            |     |     |
| A               | 10 | Lionel Messi      |     |     |
| Panchina:       |    |                   |     |     |
| P               | 13 | José Manuel Pinto |     |     |
| D               | 2  | Martín Montoya    |     |     |
| C               | 8  | Andrés Iniesta    |     | 73’ |
| D               | 15 | Marc Bartra       |     |     |
| C               | 17 | Alexandre Song    |     |     |
| A               | 7  | Pedro             |     | 65’ |
| A               | 20 | Cristian Tello    |     |     |
| Allenatore:     |    |                   |     |     |
| Gerardo Martino |    |                   |     |     |

| Atlético Madrid |    |                    |       |     |
|                 |    |                    |       |     |
| P               | 13 | Thibaut Courtois   |       |     |
| D               | 20 | Juanfran           |       |     |
| D               | 2  | Diego Godín        | 89’   |     |
| D               | 23 | Miranda            |       |     |
| D               | 3  | Filipe Luís        | 81'   |     |
| C               | 4  | Mario Suárez       |       |     |
| C               | 14 | Gabi (c)           | 81’   |     |
| C               | 6  | Koke               | 26’   | 89’ |
| A               | 19 | Diego Costa        | 85’   |     |
| C               | 10 | Arda Turan         | 90+1' | 72’ |
| A               | 9  | David Villa        |       | 84’ |
| Panchina:       |    |                    |       |     |
| P               | 1  | Daniel Aranzubía   |       |     |
| A               | 7  | Adrián             |       | 72’ |
| D               | 24 | Martín Demichelis  |       |     |
| C               | 5  | Tiago              |       |     |
| C               | 11 | Cristian Rodríguez |       | 84’ |
| C               | 8  | Raúl García        |       |     |
| A               | 21 | Léo Baptistão      |       | 89’ |
| Allenatore:     |    |                    |       |     |
| Diego Simeone   |    |                    |       |     |